# Литературная премия Хаймито фон Додерера
Литературная премия Хаймито фон Додерера (нем. Heimito von Doderer-Literaturpreis) — немецкая литературная награда, учреждённая в 1996 году немецким писателем и меценатом Хеннером Лёффлером. Учреждена по случаю 100-летия со дня рождения Хаймито фон Додерера, известного австрийского прозаика. Премия присуждалась за произведения современных писателей, которые характеризуются «высоким уровнем языковой чувствительности и оригинальностью в традициях» Додерера. При присуждении Главного приза лауреату вручалась денежная награда в размере 20 тыс. евро, a денежный приз в категориях Спонсорская награда и Специальная награда составлял 5 тыс. евро каждая. Последняя церемония награждения состоялась в 2010 году в Кёльне.

## Лауреаты
| год  | Главный приз                         | Спонсорская награда | Специальная награда |
| ---- | ------------------------------------ | ------------------- | ------------------- |
| 1996 | Рор Вольф                            | Стефан Ваквиц       | —                   |
| 1997 | Питер Уотерхаус                      | Томас Майнеке       | —                   |
| 1998 | Урс Видмер                           | Катрин Шмидт        | Франц Йозеф Чернин  |
| 1999 | Мартин Мозебах                       | Вернер Фрич         | —                   |
| 2000 | Вальтер Кемповски                    | Дорон Рабинович     | —                   |
| 2001 | Галсан Чинаг                         | Эрика Фукс          | —                   |
| 2002 | Герхард Полт                         | Марица Бодрожич     | —                   |
| 2004 | Фелиситас Хоппе и Энн Вебер          | —                   | —                   |
| 2006 | Даниэль Кельманн                     | Керстин Млынкец     | —                   |
| 2008 | Дженни Эрпенбек                      | Саша Станишич       | Райнер Стах         |
| 2010 | Анна Катарина Хан и Генрих Штайнфест | —                   | —                   |